# Hecataeus (Mondkrater)

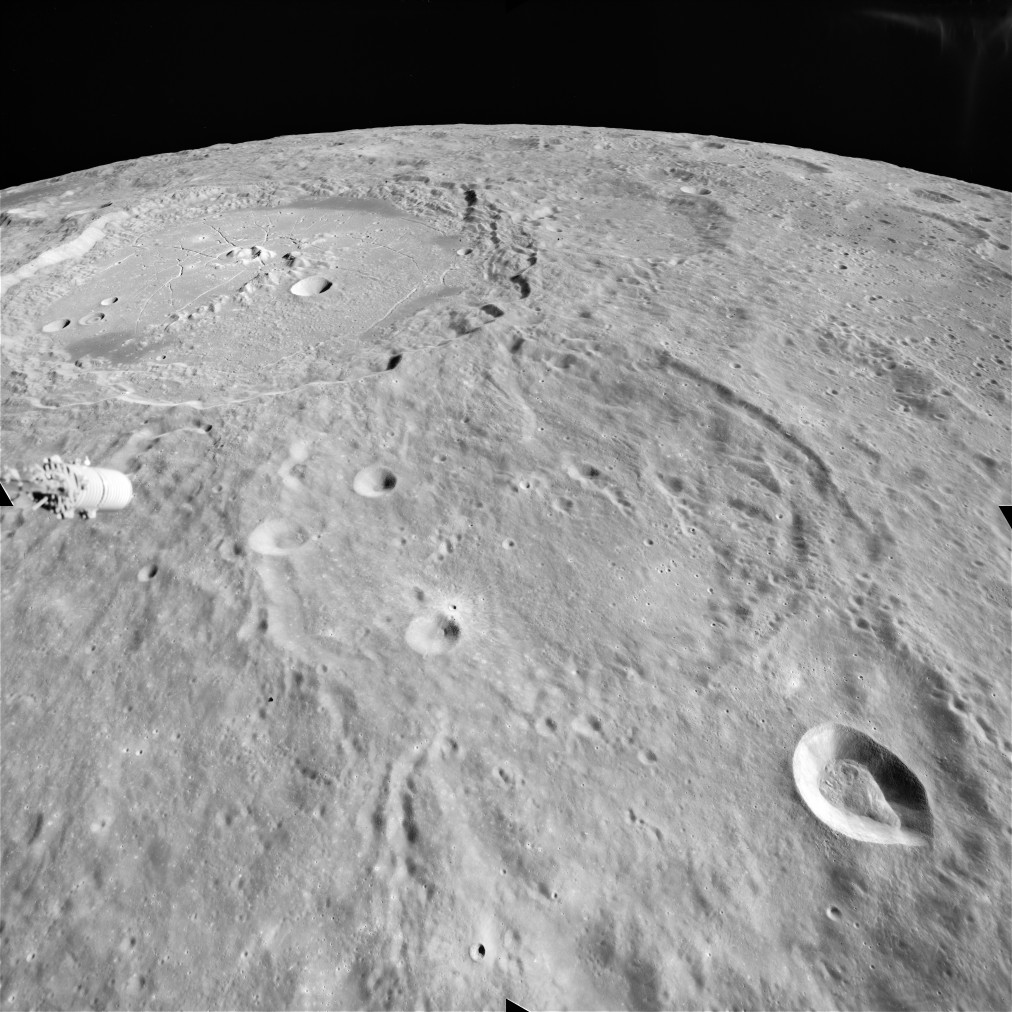
Hecataeus (Mitte) und Humboldt (unten rechts) auf einer Aufnahme von Apollo 15

Hecataeus ist ein Einschlagkrater am östlichen Rand der Mondvorderseite, südöstlich des Mare Fecunditatis, nordwestlich des großen Kraters Humboldt, an dessen Rand er unmittelbar anschließt.
Der Kraterrand ist stark erodiert, das Innere ist uneben und weist Spuren der Überlagerung des Randes des Nebenkraters Hecataeus K auf.
| Buchstabe | Position           | Durchmesser | Link |
| --------- | ------------------ | ----------- | ---- |
| A         | 21,87° S, 81,79° O | 11 km       |      |
| B         | 19,38° S, 75,61° O | 68 km       |      |
| C         | 18,96° S, 73,03° O | 20 km       |      |
| E         | 18,52° S, 72,61° O | 14 km       |      |
| J         | 22,51° S, 80,88° O | 12 km       |      |
| K         | 19,66° S, 79,59° O | 94 km       |      |
| L         | 19,11° S, 78,85° O | 24 km       |      |
| M         | 20,76° S, 84,2° O  | 20 km       |      |
| N         | 20,9° S, 80,93° O  | 11 km       |      |

Der Krater wurde 1935 von der IAU nach dem griechischen Geographen und Philosophen Hekataios von Milet offiziell benannt.